# Yasser Corona
Yasser Anwar Corona Delgado (Tepic, Nayarit; 28 de julio de 1987) es un exfutbolista y entrenador mexicano.
Aunque inició su carrera como lateral por izquierda, se le recuerda más como defensa central.

## Trayectoria
Se integró a Morelia en el 2005. Para la Temporada 2006-2007 fue registrado con Morelia A en la Primera División 'A'. Debutó en la Primera División de México el 12 de noviembre del 2006, enfrentando al Club América en el Estadio Azteca, en partido correspondiente a la Jornada 17 del Apertura 2006, el entrenador del conjunto Purépecha era el chileno Marco Antonio Figueroa; Corona ingresó al minuto 64 en lugar de Mario Antonio Moreno. Los Azulcremas vencieron 2-1 al equipo michoacano.
Después de ese encuentro siguió jugando con Morelia A. Para la Temporada 2008-2009 fue transferido a Mérida FC, también en el Ascenso. Con el conjunto yucateco jugó 22 encuentros y conquistó el Clausura 2009, luego de vencer en la final a Club Tijuana. En la Final de Ascenso 2008-09, los Gallos Blancos del Querétaro se impusieron a Mérida en penales, luego de que el marcador global finalizará. 
De cara al Apertura 2009, se unió a Jaguares de Chiapas. La Temporada 2010-2011 jugó para Club Puebla. Regresaría a Morelia para el Apertura 2011.
El 2012 jugaría de nueva cuenta para Jaguares.  Fue fichado por San Luis FC en el Clausura 2013. Pasó a Querétaro en el Apertura 2013. Para la Temporada 2016-2017 fue transferido a los Xoloitzcuintles de Tijuana.  
El 1 de febrero del 2017, durante el partido entre Xolos y Correcaminos de la UAT, por la Copa MX, Eduardo Juárez chocó con Yasser Corona y este cayó conmocionado, segundos después sufrió convulsiones y fue trasladado de emergencia al hospital. Después, fue operado por una fractura en las cervicales. El accidente puso en riesgo la vida del defensor, quien tuvo que dejar las canchas debido a la lesión.
El 30 de abril del 2018, hizo oficial su retiro de las canchas.

## Clubes
| Club                | País                | Año         | Partidos | Goles |
| ------------------- | ------------------- | ----------- | -------- | ----- |
| Morelia A (Cárnet)  | México              | 2006-2008   | 22       | 2     |
| Morelia             | México              | 2006        | 1        | 0     |
| Mérida FC           | México              | 2008-2009   | 22       | 0     |
| Jaguares de Chiapas | México              | 2009-2010   | 27       | 1     |
| Club Puebla         | México              | 2010-2011   | 34       | 2     |
| Morelia             | México              | 2011        | 15       | 2     |
| Jaguares de Chiapas | México              | 2012        | 14       | 2     |
| San Luis F.C.       | México              | 2013        | 15       | 3     |
| Querétaro           | México              | 2013-2016   | 85       | 8     |
| Club Tijuana        | México              | 2016-2017   | 17       | 2     |
| Total en su carrera | Total en su carrera | 2006 - 2017 | 252      | 22    |

* Incluye: Ascenso, Liga, Liguilla, Copa Mx, InterLiga, CONCACAF y SuperLiga.

## Selección nacional
Fue convocado por el "Piojo" Miguel Herrera por primera ocasión en mayo del 2015, pero no tuvo actividad en los partidos amistosos ante Costa Rica y Honduras, esto previo al inicio de la Copa Oro de la Concacaf 2015. En los dos primeros encuentros dentro de la fase de grupos del torneo de CONCACAF, no jugó; debutó con la Selección de México el 16 de julio del 2015, enfrentando a Trinidad y Tobago.
Para el conjunto Tricolor, Corona estuvo disponible en 17 oportunidades, pero solo jugó en 7 ocasiones; en agosto del 2016 fue llamado por última ocasión, por Juan Carlos Osorio, para los partidos ante El Salvador y Honduras, estos dentro de la eliminatoria rumbo a la Copa Mundial de la FIFA 2018 a celebrarse en Rusia.
Integró los planteles que acudieron a la Copa Oro de la Concacaf 2015 y a la Copa América 2016, ambos torneos celebrados en Estados Unidos. 

### Copa Oro 2015
Sufrió una lesión y quedó descartado para jugar semifinal y final.
| Certamen                     | Sede                    | Resultado | Partidos | Gol |
| ---------------------------- | ----------------------- | --------- | -------- | --- |
| Copa Oro de la Concacaf 2015 | Estados Unidos / Canadá | Campeón   | 2        | 0   |

### Copa América 2016
| Certamen                | Sede           | Resultado      | Partidos | Gol |
| ----------------------- | -------------- | -------------- | -------- | --- |
| Copa América Centenario | Estados Unidos | 4tos. de final | 1        | 0   |

## Palmarés

### Futbolista
Campeonato nacional
| Categoría            | Título        | Club      | País   |
| -------------------- | ------------- | --------- | ------ |
| Primera División 'A' | Clausura 2009 | Mérida FC | México |

 Campeonato internacional 
| Título                       | Club                | Sede                    | Año  |
| ---------------------------- | ------------------- | ----------------------- | ---- |
| Copa Oro de la Concacaf 2015 | Selección de México | Estados Unidos / Canadá | 2015 |

 Otro logro: 
- Subcampeón de Liga MX Clausura 2015, con Querétaro